# Na'amat
Na'amat (en hebreo: נעמת) es una organización de mujeres israelíes que forma parte del movimiento laborista sionista. Na'amat fue fundada en 1921.

## Etimología
Na'amat es un acrónimo para: Nashim Ovdot u Mitnadvot, (en hebreo: נשים עובדות ומתנדבות) (en español: "Mujeres Trabajadoras y Voluntarias").

## Historia

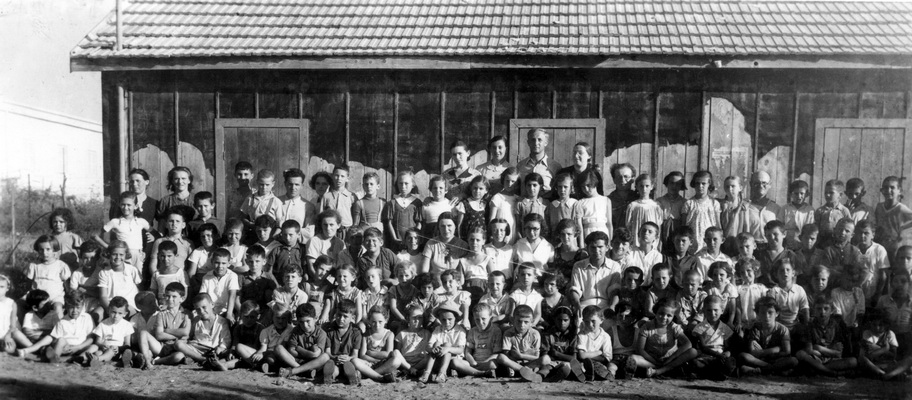
Un campamento infantil organizado por la organización Na'amat en julio de 1938.

Na'amat es el mayor movimiento femenino de Israel. Tiene 800.000 miembras (Judías, Árabes, Drusas y Circasianas) representando al conjunto de la sociedad israelí. La mayoría de miembras son voluntarias.
La organización tiene 100 delegaciones en ciudades, aldeas y pueblos de todo el país.
Na'amat también tiene organizaciones hermanas en otros países cuyos miembros son parte del movimiento sionista laborista mundial y de la Organización Sionista Mundial.
En 2008, Na'amat, juntamente con otras dos organizaciones de mujeres, recibió el Premio Israel por sus logros y por su contribución especial a la sociedad y al Estado de Israel.